# Hauptschule an der Wächtlerstraße
Die Hauptschule an der Wächtlerstraße ist eine städtische Gemeinschaftshauptschule im Essener Südostviertel.

## Geschichte
Das Backstein-Schulgebäude der heutigen Hauptschule an der Ecke Wächtlerstraße/Kleine Steubenstraße beherbergte zunächst eine Volksschule, die am 26. Oktober 1898 als Katholische Gemeindeschule X (römisch: zehn) eröffnet worden war und zuvor, am 29. September 1898, dem Fest des Erzengels Michael, gesegnet wurde.
Die seit den 1970er Jahren bestehende Hauptschule ist die größte in Essen und eine von vier Hauptschulen der Stadt.

## Schule und Schulprojekte
Die Schule verfügt über 19 Klassenräume zu je etwa 62 Quadratmetern und acht Fachräume. Dazu gibt es eine Turnhalle (erbaut 1976) und einen Speisesaal, da seit dem Schuljahr 2011/2012 alle Jahrgangsstufen im Ganztag unterrichtet werden. Eine Aula ist nicht vorhanden.
Die Hauptschule an der Wächtlerstraße ist Teil der Initiative „MitWirkung“ der Stadt Essen. Im Rahmen der Initiative bekamen mehrfach die Schüler der Schule Zertifikate vom Oberbürgermeister Thomas Kufen.